# مكتب استخبارات الأمن القومي
يساعد مكتب استخبارات الأمن القومي    من إدارة مكافحة المخدرات بالولايات المتحدة (DEA) في بدء تحقيقات جديدة في منظمات المخدرات الكبرى ، ويقوي المنظمات الجارية والملاحقات اللاحقة ، ويطور المعلومات التي تؤدي إلى المزيد من المضبوطات والاعتقالات ، ويزود صانعي السياسات بمعلومات عن اتجاه تجارة المخدرات غير المشروعة التي يمكن أن تستند إليها القرارات البرنامجية.  بالإضافة إلى ذلك ، فإن برنامج الاستخبارات هو أحد المنظمات الفيدرالية التي تشكل مجتمع الاستخبارات في الولايات المتحدة . 

## المهام
المهام المحددة لمهمة المخابرات لإدارة مكافحة المخدرات هي:
- جمع وإنتاج المعلومات الاستخبارية لدعم مدير إدارة مكافحة المخدرات والوكالات الفيدرالية والولائية والمحلية الأخرى ؛
- إقامة والحفاظ على علاقات عمل وثيقة مع جميع الوكالات التي تنتج أو تستخدم ذكاء المخدرات ؛
- زيادة الكفاءة في إعداد التقارير والتحليل والتخزين والاسترجاع وتبادل هذه المعلومات ؛ وإجراء مراجعة مستمرة لجهود استخبارات المخدرات لتحديد أوجه القصور وتصحيحها. [4]